# Cenobio Moreno (Michoacán)
Cenobio Moreno, también conocida como Las Colonias, es una localidad mexicana ubicada en el estado de Michoacán dentro del municipio de Apatzingán.

## Geografía
Se localiza en el suroeste del estado, a una distancia de 16.1 km de la cabecera municipal, Apatzingán de la Constitución. Se encuentra a 241 m s. n. m. y cubre un área de 0.98 km².

## Demografía
De acuerdo con el censo de 2020, la localidad tenía 3267 habitantes, de los cuales 1636 eran mujeres y 1631 eran hombres.
El 87.5 % de la población mayor de 15 años se encontraba alfabetizada.
| Gráfica de evolución demográfica de Cenobio Moreno entre 1940 y 2020 |
|                                                                      |
| Fuente: Instituto Nacional de Estadística y Geografía.               |